# Субаши, Ханде
Ханде́ Субаши́ (тур. Hande Subaşı; род. 21 февраля 1984, Анкара) — турецкая актриса

 кино и телевидения, и фотомодель. Победительница конкурса «Мисс Турция» (2005).

## Биография и карьера
Ханде Субаши родилась 21 февраля 1984 года в Анкаре (Турция). Мать — Шазие Альптекин. Она окончила Анкарскую частную среднюю школу Тевфика Фикрета и факультет французского письменного и устного перевода Стамбульского университета.
В 2005 году Субаши стала победительницей конкурса «Мисс Турция» и представила страну на конкурсе «Мисс мира 2005», где получила награду за лучший национальный костюм. В 2006 году Субаши начала актёрскую карьеру и сыграла роли Назлы в телесериале «Клятва» и Фидан в телесериале «Язык птиц». В 2009 году она сыграла роли Эбру в фильме «Один день из будущего» и Зехры в фильме «Я видел солнце», а также появилась в телесериале «Жизнь есть». В 2011 году сыграла роль Бурджу в фильме «Анатолийские орлы». В 2012 году Субаши сыграла роль Селин в телесериале «Братья-враги». В 2013 году она появилась в качестве приглашённой актрисы в телесериале «Милосердие». С 2014 по 2015 год играла роль Айкиз в телесериале «Возрождение: Эртугрул». С 2017 по 2018 год играла роль Айлин Чакар в телесериале «Бахтияр Ольмез».
С 2012 по 2016 год Субаши была замужем за Джаном Турсаном.

## Фильмография
| Год       |    | Русское название                | Оригинальное название     | Роль         |
| --------- | -- | ------------------------------- | ------------------------- | ------------ |
| 2006      | с  | Язык птиц                       | Kuşdili                   | Фидан        |
| 2006      | с  | Клятва                          | Adak                      | Назлы        |
| 2007      | с  | Прощай, Румелия                 | Elveda Rumeli             | Вахиде       |
| 2008      | с  | 1 мужчина, 1 женщина, 2 ребёнка | 1 Erkek 1 Kadın 2 Çocuk   |              |
| 2009      | ф  | Я видел солнце                  | Güneşi Gördüm             | Зехра        |
| 2010      | ф  | Один день из будущего           | Gelecekten Bir Gün        | Эбру         |
| 2010      | с  | Жизнь есть                      | Elde Var Hayat            |              |
| 2010      | ф  | Тёмная расплата                 | Karanlık Hesaplaşma       |              |
| 2011      | ф  | Анатолийские орлы               | Anadolu Kartalları        | Бурджу       |
| 2011      | с  | Великолепный век                | Muhteşem Yüzyıl           | Салиха       |
| 2012      | с  | Братья-враги                    | Düşman Kardeşler          | Селин        |
| 2013      | с  | Милосердие                      | Merhamet                  |              |
| 2014—2015 | с  | Возрождение: Эртугрул           | Diriliş Ertuğrul          | Айкиз        |
| 2016      | ф  | Сезон Дефне                     | Defne'nin Bir Mevsimi     | Дефне        |
| 2016      | тф | Я люблю, но дружу               | Seviyorum Ama Arkadaşça   | Аслы         |
| 2016      | ф  | Пропаганда 2                    | Propaganda 2              |              |
| 2017      | ф  | Любовный сон                    | Aşk Uykusu                | Седа         |
| 2017—2018 | с  | Бахтияр Ольмез                  | Bahtiyar Ölmez            | Айлин Чакар  |
| 2021      | с  | Игра судьбы                     | Baht Oyunu                | Нергис Шахин |
| 2023      | ф  | Мать пропаганды                 | Propaganda Ana            |              |
| 2023      | ф  | Многожёнство                    | Zevcat                    | Филиз        |
| 2023      | с  | Алп-Арслан: Великие Сельджуки   | Alparslan: Büyük Selçuklu | Евдокия      |